# USS Nebraska (BB-14)
«Небраска (BB-14)» (англ. USS Nebraska (BB-14)) - второй океанский эскадренный броненосец  типа «Вирджиния».
Эскадренный броненосец ВМС США «Небраска (BB-14)», был первым кораблем названным в честь  штата Небраска. Он стал 14-м броненосцем 1-го ранга в составе американского флота.
«Небраска» был заложен 4 июля 1902 на верфи Moran Brothers Shipyard в Сиэтле. Спущен на воду 7 октября 1904. Бутылку о борт корабля разбила мисс Мэри Нэйн Микки, дочью губернатора Небраски Джона Х. Микки. Введен в эксплуатацию1 июля 1907, Командиром корабля был назначен капитан Реджиналд Ф. Николсон.

## История службы

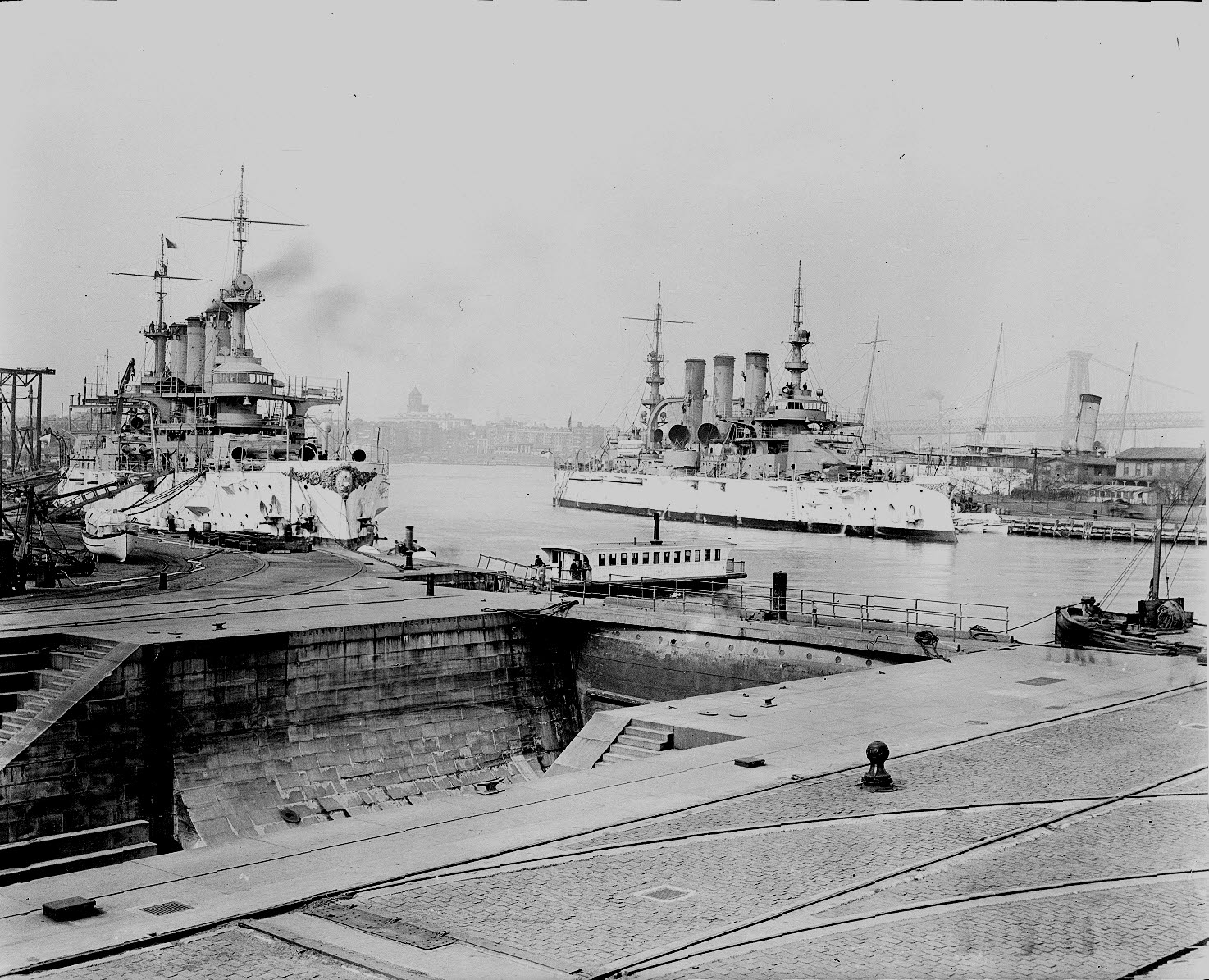
Небраска на Бруклинской военно-морской Верфи (справа). Слева виден броненосец Коннектикут